# Cuyahoga (fiume)
Il Cuyahoga è un fiume dell'Ohio nordorientale, negli Stati Uniti, noto per essere "il fiume che ha preso fuoco", stimolando il movimento ambientalista alla fine degli anni sessanta. Il suo nome è la parola irochese che significa "fiume tortuoso".

## Corso
Il Cuyahoga nasce ufficialmente presso Burton, nella contea di Geauga, dalla confluenza di due corsi d'acqua denominati "East Branch Cuyahoga River" e "West Branch Cuyahoga River" (cioè "ramo orientale" e "occidentale" del Cuyahoga). Da qui il corso d'acqua scorre verso sud fino a Cuyahoga Falls, dove si gira verso nord: passa attraverso il Cuyahoga Valley National Park, nella contea di Summit e nella contea di Cuyahoga, e poi attraversa Independence, Valley View, Cuyahoga Heights, Newburg Heights e infine Cleveland, sfociando nel Lago Erie. Il bacino del Cuyahoga, vasto 2100 km2, si estende su sei contee.
Il fiume è una formazione geologica relativamente giovane, formato dall'avanzamento e il ritiro delle lastre di ghiaccio durante l'ultima era glaciale. Il ritiro finale dei ghiacciai, avvenuto circa 10.000 o 12.000 anni fa, causò un cambiamento nel sistema di drenaggio vicino Akron, portando il fiume, che scorreva verso sud, a dirigersi verso nord; il fiume poi scavò il suo corso attorno alle morene, creando l'odierna tortuosità: dei circa 50 km originari, il fiume si allungò fino ai 160 km.
La profondità del fiume varia tra i 90 e i 180 cm.

## Storia
Moses Cleveland, un topografo incaricato di esplorare la Connecticut Western Reserve, scoprì per primo la foce del Cuyahoga nel 1796, e decise di fondarvi un insediamento, che divenne Cleveland. Il fiume divenne brevemente uno dei confini degli Stati Uniti con il Trattato di Greenville del 1795.

### Problemi ambientali
Il Cuyahoga è stato uno dei fiumi più inquinati degli Stati Uniti, al punto che nel periodo dopo la seconda guerra mondiale l'intero tratto da Akron a Cleveland era privo di pesci. A partire dal 1868, sono stati riportati almeno tredici incendi del fiume; il più grave di questi, avvenuto nel 1952, causò oltre un milione di dollari di danni alle barche e agli edifici che sorgevano sulle sue sponde. Il 22 giugno 1969 un incendio catturò l'attenzione del settimanale Time, che descrisse il Cuyahoga come il fiume che "trasuda anziché scorrere" (oozes rather than flows) e in cui una persona "non annega ma si decompone" (does not drown but decays).

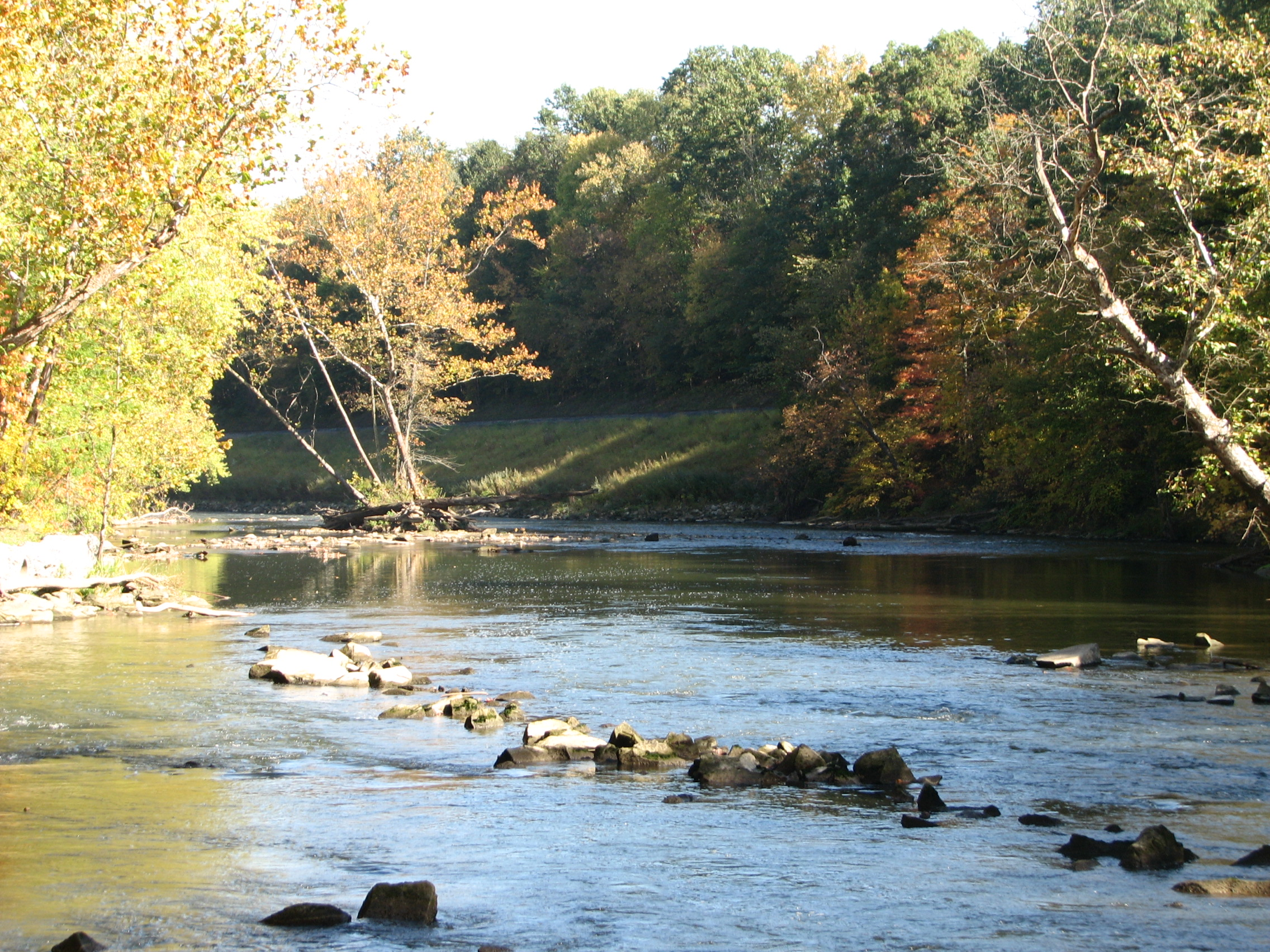
Vista del fiume dall'Ohio and Erie Canal Tow-Path Trail.

Nel 1969 l'incendio del Cuyahoga aiutò a stimolare diverse attività per il controllo dell'inquinamento, che portarono al Clean Water Act, al Great Lakes Quality Agreement e alla creazione della United States Environmental Protection Agency (EPA) e dell'Ohio Environmental Protection Agency (OEPA). Come risultato, diverse fonti di inquinamento del Cuyahoga sono state attenzionate dall'OEPA nelle decadi seguenti. Riferimenti a questi eventi sono presenti in diverse canzoni, tra cui Burn On di Randy Newman, Cuyahoga dei R.E.M. e River on Fire di Adam Again.
La qualità dell'acqua è migliorata e, in parte come riconoscimento di questo, il fiume è stato inserito nel 1998 tra i quattordici American Heritage Rivers. L'inquinamento è tuttavia ancora presente, e per questo l'EPA classifica alcune porzioni del fiume come una della 43 Great Lakes Areas of Concern. La vita acquatica è oggi presente anche nelle parti più inquinate del fiume, ad eccezione delle zone vicine alle dighe; sono presenti 44 specie di pesci, le più comuni delle quali sono Hypentelium nigricans e quelle del genere Cyprinella. Durante i periodi secchi, la qualità dell'acqua è generalmente abbastanza buona per l'uso ricreativo; non così nei periodi di pioggia.

### Modifiche del corso del fiume

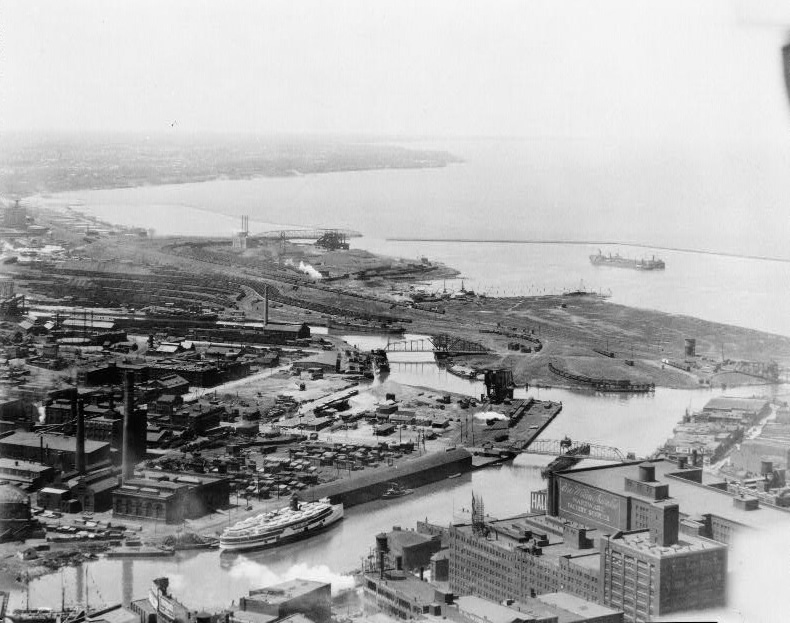
La foce del fiume attorno al 1920.

La parte inferiore del Cuyahoga ha subito diversi cambiamenti. Originariamente, il fiume sfociava nel Lago Erie circa 1,2 km ad ovest del punto attuale, formando una palude; la confluenza odierna è artificiale, e permette al traffico navale di scorrere liberamente tra il fiume e il lago. Lo U.S. Army Corps of Engineers periodicamente draga gli 8 km finali del fiume ad una profondità di 8,2 m, per permettere il traffico delle navi da carico dirette alle industrie situate nella zona.
A volte, in estate e in inverno, la guardia costiera conduce operazioni di rottura del ghiaccio nel lago e nella parte inferiore del fiume, per prolungare la stagione in cui è possibile navigare.

## Dighe
Lungo il fiume sono presenti cinque dighe. La più vicina alla foce è la diga di deviazione per il canale Ohio-Erie, costruita tra il 1825 e il 1827, situata a 32 km dalla foce (41°19′15″N 81°35′15″W); la seconda è la Gorge Metropolitan Park Dam (41°07′23″N 81°29′50″W), a 73 km dalla foce, tra Cuyahoga Falls e Akron: costruita nel 1912 come fonte di energia idroelettrica e di acqua di raffreddamento per una centrale a carbone, è oggi inutilizzata per entrambi gli scopi. Alcuni gruppi di cittadini vorrebbero che la diga fosse rimossa, ma, a causa della storia industriale di Cuyahoga Falls, tale rimozione potrebbe rilasciare sedimenti inquinanti; l'OEPA ha stimato che rimuovere questi costerebbe circa 60 milioni di dollari.
Altre dighe più piccole sono presenti rispettivamente a 80 km, 87 km (presso Kent), 98 km (presso Franklin).

## Nome
Secondo il Geographic Names Information System, il Cuyahoga è stato anche noto come:
- Cajahage River
- Cayagaga River
- Cayahoga River
- Cayhahoga River
- Cayohoga River
- Cujahaga River
- Cuyohaga River
- Gichawaga Creek
- Goyahague River
- Gwahago River
- River de Saguin
- Rivière Blanche
- Rivière à Seguin
- Saguin River
- Yashahia
- Cayahaga River
- Cayanhoga River
- Cayhoga River
- Coyahoga River
- Cuahoga River
- Guyahoga River
- Gwahoga River
- Kiahagoh River
- White River